# Ricardo Becerro de Bengoa
Pour les articles homonymes, voir Becerro et Bengoa.
 (septembre 2018).
Si vous disposez d'ouvrages ou d'articles de référence ou si vous connaissez des sites web de qualité traitant du thème abordé ici, merci de compléter l'article en donnant les références utiles à sa vérifiabilité et en les liant à la section « Notes et références ».
Ricardo Becerro de Bengoa, né le 7 février 1845 à Vitoria-Gasteiz et mort le 1er février 1902 à Madrid, est un scientifique espagnol.

## Biographie
Docteur en sciences de l'université de Valladolid et professeur de physique et de chimie à l'Instituto San Isidro de Madrid, il a occupé les charges de Conseiller à l'Agriculture et à l'Instruction publique et fut membre permanent de la Commission des poids et mesures.
Il a été député aux Cortes et sénateur.

## Distinctions
- Membre de l'Académie royale des beaux-arts de San Fernando
- Membre de l'Académie des beaux-arts de Valladolid
- Membre de l'Académie royale des sciences exactes, physiques et naturelles
- Membre de l'Académie royale d'histoire

## Source
- (es) Cet article est partiellement ou en totalité issu de l’article de Wikipédia en espagnol intitulé « Ricardo Becerro de Bengoa » (voir la liste des auteurs).